# Carex infirminervia
Carex infirminervia là một loài thực vật có hoa trong họ Cói. Loài này được Naczi mô tả khoa học đầu tiên năm 2002.